# The Cult
The Cult este o trupă engleză de hard rock, formată în 1983. Membrii formației sunt: Ian Astbury, Billy Duffy, John Tempesta, Grant Fitzpatrick, Damon Fox.

## Discografie
- Dreamtime (1984)
- Love (1985)
- Electric (1987)
- Sonic Temple (1989)
- Ceremony (1991)
- The Cult (1994)
- Beyond Good and Evil (2001)
- Born into This (2007)
- Choice of Weapon (2012)
- Hidden City (2016)